# François Lachenal

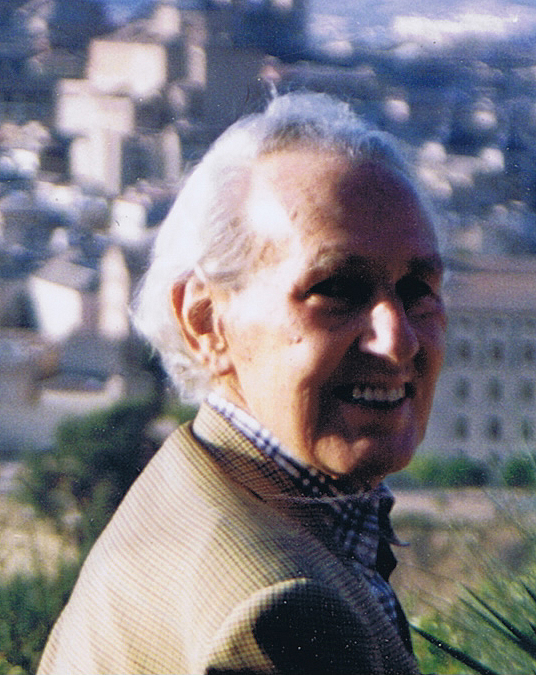
Francois Lachenal, 1996

François Paul Lachenal (* 31. Mai 1918 in Genf; † 22. August 1997, ebenda) war ein Schweizer Diplomat und Verleger. Während der Besetzung Frankreichs durch Deutschland seit 1940 spielte er eine bedeutende Rolle bei der Veröffentlichung und Verteilung von Schriften der französischen literarischen Résistance gegenüber dem Nazismus. Er war der Sohn des Genfer Regierungsrates Paul Lachenal.

## Biografie
Unter der Schirmherrschaft des Schweizer Schriftstellers Edmond Gilliard war François Lachenal gemeinsam mit Paul Budry und Charles-Ferdinand Ramuz, Mitbegründer der Cahiers Vaudois; er ist im Oktober 1940 in Lausanne an der Gründung der Literaturzeitschrift Traits (1940–1945) beteiligt, die sich der „neuen von Hitler gepriesenen Ordnung“ widersetzt. Ende der 1930er Jahre hatte er in der Schweiz Pierre Seghers und Pierre Emmanuel getroffen, mit denen er sich verbunden hatte. Ende 1941 sendeten sie ihm jeweils ein Gedicht (zum Thema der Ermordung der Geiseln von Nantes und von Châteaubriant), die jedoch ohne deren Unterschrift in der Literaturzeitschrift Traits veröffentlicht werden; es handelt sich dabei um die ersten anonymen Gedichte der Résistance, die veröffentlicht werden sollten.
Obwohl sich François Lachenal in Basel aufhält, wo er sein Juraexamen abgelegt hatte, und eine Dissertation über Le Parti politique. Sa fonction de droit public vorbereitet, wird er 1942 zum Attaché der Schweizer Gesandtschaft in Vichy ernannt, die nach der Besetzung der freien Zone die Interessen Grossbritanniens, der Vereinigten Staaten und zahlreicher Länder, die gegen Deutschland Krieg führten, vertritt. Nach seiner Ankunft in Vichy am 21. November 1942 hält er sich in Frankreich auf, wo er im Frühjahr 1943 innerhalb weniger Monate zum Konsulat der Schweiz in Marseille und im Sommer 1944 als Vizekonsul nach Lyon versetzt wird, bis er im Oktober in Berlin nominiert wird.
Gleich nach seinem Eintreffen in Vichy gibt Lachenal im Anschluss an die in der Schweiz herausgegebenen Gedichte in Frankreich die Cahiers du Rhône heraus, die 1941 von Albert Béguin (Alain Borne, Loys Masson, Paul Éluard) gegründet wurden. Er führt weiterhin in seinem Gepäck oder in dem seiner diplomatischen Kollegen Manuskripte in die Schweiz ein, die in Frankreich nicht herausgegeben werden können, und transportiert die in der Schweiz gedruckten Bände nach Frankreich und lässt sie dort zirkulieren. Im Dezember 1942 trifft er im französischen Dieulefit Pierre Emmanuel und in Villeneuve-lès-Avignon Pierre Seghers, der ihn insbesondere mit Emmanuel Mounier, Loys Masson, André Frénaud und Alain Borne, Elsa Triolet und Louis Aragon bekannt macht.
In der Zeit vor seinem Eintreffen in Frankreich setzte Lachenal gemeinsam mit Jean Descoullayes das Projekt auf, im Verlag Éditions des Trois Collines, einen Band mit militanten und anonymen Gedichten zu veröffentlichen, die denen, die Emmanuel und Seghers für Traits gesendet hatten, ähnelten. Er erwähnt dieses Projekt Seghers gegenüber, der wiederum Paul Éluard darüber informiert. Die von Seghers zusammengetragenen Gedichte sowie die Gedichte, die Éluard und Jean Lescure erfassen, bilden später den Gedichteband L’Honneur des poètes, der in Frankreich am 14. Juli 1943 sogar vom verbotenen Verlagshaus Éditions de Minuit herausgegeben wird.
Anfang 1943 plant Lachenal gleichzeitig, im Verlag Trois Collines, der ab diesem Jahr unter seiner Leitung und der von Jean Descoullayes in Genf geführt wurde, Le Silence de la mer von Vercors neu herauszugeben. Da die Schweizer Zensur forderte, einige Wörter wegzulassen, veröffentlichten Lachenal und Descoullayes das Werk heimlich im Frühjahr 1943 in der eigens zu diesem Zweck geschaffenen Ausgabe À la Porte d’Ivoire, ein von Jean Starobinski vorgeschlagener Name. Sie veröffentlichten darin ebenfalls Poèmes français, und fügen damit dem vom Seghers vorgeschlagenen „gemeinsamen Bestand“ elf weitere anonyme Gedichte zu L’Honneur des poètes hinzu.
Zu Ostern 1943 traf François Lachenal bei Pierre Emmanuel in Dieulefit Jean Lescure, der Domaine français (Messages 1943) vorbereitete. Er schlug ihm vor, Domaine français im Verlag Trois Collines zu veröffentlichen. Der grösste Teil des Manuskripts, das Lachenal von Lescure in Vichy zurückgegeben wurde, wurde im Herbst 1943 vom Minister Ungarns in Vichy, S. E. Bakasch Besseniey, in die Schweiz mitgenommen; die fehlenden Texte folgten im Gepäck von S. E. Hiott, dem Minister Rumäniens. Domaine français, das wichtigste Werk in diesem Bereich, das „alles, was es in Frankreich an sehr bedeutenden unterschiedlichen Literaturbekundungen gab“, so in sich vereinte, dass „der französische Literatur collectivement die Ehre des Widerstands zukam“, wurde im Dezember gedruckt.
„Diese Zeit bot der Schweiz neben anderen Aufgaben die Möglichkeit, die französische Ausgabe abzulösen – womit die Schweiz eine Art Refugium darstellte – und für mich die Möglichkeit, von meiner Stelle in Vichy sehr viel Nutzen zu ziehen, indem ich den ‚Kofferträger‘ spielte, wie man es bereits nannte“, merkt Lachenal vierzig Jahre später an.
Im Juli 1943 schlug ihm Éluard, der ihn mit Jean Lescure bekannt machte, in Paris vor, das bis dahin noch nicht herausgegebene Manuskript Ubu cocu von Alfred Jarry, das ihm Picasso gegeben hatte, herauszugeben; das Werk erschien im September 1944. Zur gleichen Zeit zeichnete sich mit Lescure, der die entsprechende Zustimmung von Raymond Queneau, André Frénaud, Georges Bataille und Jean-Paul Sartre erhalten hatte, das Projekt einer Kollektion mit dem Titel Domaine de Paris ab, das jedoch niemals abgeschlossen wurde. Ein weiterer Band hingegen, der Domaine russe, wurde im September 1944 und der Domaine grec im Juni 1947 veröffentlicht.
Im Februar 1944 vertraute Éluard Lachenal den Gedichteband Le Lit la table an, der von Trois Collines noch im selben Jahr herausgegeben wurde. Er ließ ihm ebenfalls das Manuskript des Romans Paille noire des étables von Louis Parrot zukommen, der im Dezember unter dem Pseudonym „Margeride“ erschien, während Les Amants d’Avignon, ein Roman von Elsa Triolet, im Mai unter dem Pseudonym „Laurent Daniel“ herausgegeben wurde. In demselben Jahr hatte Lachenal die Idee, unter dem Namen Classiques de la liberté eine Kollektion herauszugeben, für die „ein Schriftsteller oder ein Philosoph gebeten werde, in dem Werk eines klassischen Autoren zurzeit geeignete Texte zu wählen und ihm ein Vorwort zu widmen“. Das Projekt, das bei Jean Paulhan mit Bernard Groethuysen, der die Kollektion leiten sollte, ausgearbeitet wurde, wurde im Mai 1946 mit einem ersten von Sartre vorgestellten und Descartes gewidmeten Band umgesetzt.
Ab 1944 entwarf Lachenal unter dem Namen Les grands peintres par leurs amis für Trois collines eine weitere Gedichtekollektion, die im Dezember mit Pablo Picasso von Éluard anfängt, 1946 gefolgt von Braque le patron von Paulhan, 1947 von André Masson et son univers von Michel Leiris und Georges Limbour, 1948 von Chagall ou l'orage enchanté von Raïssa Maritain und 1949 von Fernand Léger et le nouvel espace von Douglas Cooper. Lachenal gibt gleichzeitig Voir von Éluard heraus, eine Gruppe von Gedichten, die denen ihm nahestehenden Malern gewidmet sind. Éluard soll ebenfalls die Sammlung Le Point d'Or leiten, in der 1946 sein Gedichteband Le lit la table neu herausgegeben wird, dem 1947 Sources du vent von Pierre Reverdy und 1948 Coordonnées von Guillevic folgen.
1939 bis 1944 veröffentlichte er zusammen mit Jacques Rossel und seinem Schwager Alfred Werner die "Pages Suisses".
Ab 1953 hatte er einen Platz im Rat des Pharmaunternehmens Boehringer Ingelheim. Er hat die Internationalen Tage (Journées internationales) von Ingelheim, ein Kunstfestival, gegründet und organisiert, das jedes Jahr einem anderen Thema gewidmet ist. Lachenal war auch im Bereich der zeitgenössischen Musik sehr aktiv. So fuhr er regelmässig nach Darmstadt, und bei einem seiner ersten Konzerte traf er Jacques Guyonnet, dem er vorschlug, nach Darmstadt zu gehen und dort Pierre Boulez zu treffen. Sein Einsatz wird in der Karriere des Genfer Komponisten von entscheidender Bedeutung sein. Dort machte er auch Bekanntschaft mit dem spanischen Komponisten Luis de Pablo, den er später bei der Aufführung seiner Oper mit Robert Wilson durch Daniel Garbade wieder in Madrid traf.
Der Verlag Trois Collines führte seine Aktivitäten bis 1965 fort. Insgesamt veröffentlichte er an die fünfzig Ausgaben der Literaturzeitschrift Traits und an die hundert Titel unter der Marke Trois Collines und À la Porte d’Ivoire, die François Lachenal zwischen 1940 und 1965 aufgebaut haben wird. Nach dieser Zeit führte er auf eher sporadische Weise seine Redaktionstätigkeit fort, die die Richtigkeit seines Geschmacks und sein Engagement für die Freiheit widerspiegelt.
Die Archive (1940–1965) dieser Veröffentlichungen, vollständige Sammlungen und Korrespondenzschreiben mit Druckern und Schriftstellern, vertraute François Lachenal dem IMEC an. 1995 wird in Paris im Centre Culturel Suisse eine Ausstellung organisiert, die sein Leben als Redakteur und seine Rolle als Texteschleuser, die er während des Krieges hatte, bildhaft darstellt.
Ende Januar 1979 wurde Lachenal aufgrund von Aussagen des DDR-Überläufers Werner Stiller als mutmaßlicher DDR-Spion in Untersuchungshaft genommen, aber am 21. Februar 1979 gegen Kaution wieder freigelassen und nach Auswertung der von Stiller mitgebrachten Unterlagen vollständig rehabilitiert.
1989 arbeitet Lachenal für die Ausstellung «Von Greco bis Goya», in welcher die Ausstellung der geretteten Gemälde des Prado Museums 1939 in Genf, gewürdigt wurde. Er wurde dabei von seinem Neffen und Kunstmaler Daniel Garbade in Madrid unterstützt.

## Bibliographie
Quellen zu diesem Artikel.
Von François Lachenal
- François Lachenal (Vorwort von Jean Lescure), Éditions des Trois Collines, Genève-Paris (= L’edition contemporaine.) IMEC, Paris 1995, ISBN 2-908295-26-1.
- François Lachenal, Robert Boehringer (sous la dir. de): Ingelheim am Rhein. 774–1974. Boehringer-Ingelheim 1974.

Über François Lachenal
- Exposition Résistance–Déportation, Création dans le bruit des armes. Chancellerie de l’Ordre de la Libération, Paris 1980.
- Lucien Scheler, La grande espérance des poètes, 1940–1945 (= Littérature Française.) Paris, Temps actuels, 1982, ISBN 2-201-01569-4.
- Jean Lescure, Poésie et liberté : histoire de Messages, 1939–1946 (= Edit. Contemporaine.) Editions de L’IMEC, Paris 1998, ISBN 2-908295-38-5.
- Archives des années noires. Artistes, écrivains et éditeurs Documents réunis et présentés par Claire Paulhan et Olivier Corpet, préface de Jérôme Prieur, Institut Mémoires de l’édition contemporaine, Paris, 2004, ISBN 2-908295-71-7.
- Robert O. Paxton, Olivier Corpet, Claire Paulhan, Archives de la vie littéraire sous l'Occupation, À travers le désastre. Éditions Taillandier et les Éditions de l’IMEC, 2009, ISBN 978-2-84734-585-8, S. 230, 256, 259, 282, 299, 302, 306, 312–315 und 336.